# Redyki
Redyki (Duits: Reddicken) is een plaats in het Poolse woiwodschap Ermland-Mazurië, in het district Gołdapski. De plaats maakt deel uit van de gemeente Dubeninki.